# 霍恩巴赫
霍恩巴赫（德語：Hornbach，發音：[ˈhɔʁnˌbax] ⓘ）是德国莱茵兰-普法尔茨州西南普法尔茨县的城市，面积13.34平方千米，2023年12月31日人口为1,419人。